# هنري كونر
هنري كونر (بالإنجليزية: Henry Conner)‏ هو سياسي أمريكي، ولد في 1 أبريل 1837. انتخب عضو مجلس ولاية ويسكونسن.